# Il posto mio
Il posto mio è un brano musicale composto da Alberto Testa (testo) e Tony Renis (musica), presentato al Festival di Sanremo 1968 nell'interpretazione dello stesso Renis in abbinamento con Domenico Modugno ed eliminato dopo la prima doppia esecuzione, durante la seconda serata.

## 45 giri
Dopo il Festival esce il singolo di Renis contenente sulla seconda facciata Che notte sei, mentre la RCA, tornata ad essere la casa discografica di Modugno con la pubblicazione di Meraviglioso/Non sia mai, pubblica un 45 giri che presenta come lato B Mi sei entrata nell'anima.

## Cover
Nello stesso 1968 esce il singolo di Mariolino Barberis che associa il brano ad Agnese. Anche Gianni Nazzaro incide il suo disco, con il lato A con La vita. Nel 1972, nel programma Senza rete (programma televisivo), Mia Martini fa la sua  versione de Il posto mio nella trasmissione di Renato Rascel.
Nel 1994 nell'album Canarino mannaro di Mina, commercializzato anche in vinile, fu inserito anche questo brano, con Gabriele Comeglio che dirige la Jazz Classic Orchestra. Nel 2008 Anna Tatangelo rende omaggio a Modugno incidendo una versione del brano nell'album Nel mondo delle donne.